# Římskokatolická farnost Břvany
Římskokatolická farnost Břvany (latinsky Weberschana) je církevní správní jednotka sdružující římské katolíky na území obce Břvany a v jejím okolí. Organizačně spadá do lounského vikariátu, který je jedním z 10 vikariátů litoměřické diecéze. Centrem farnosti je kostel svatého Martina v Břvanech.

## Historie farnosti
Kolem roku 1200 bylo v místě benediktinské proboštství, které bylo za husitských válek zničeno. Od roku 1785 je v místě vedena matrika. Od roku 1787 zde byla lokálie. Farnost byla kanonicky ustavena roku 1856.

### Duchovní správcové vedoucí farnost
Začátek působnosti jmenovaného v duchovní správě farnosti od:
- 1407   Udalricus
- 1788   cap. loc. Jos. Faschang
- 1790   cap. loc. Joann. Pilat, † 30. 4. 1807
- 1793   cap. loc. Jac. Weinhuber
- 1796   cap. loc. Caspar. Trager, † 15. 11. 1808
- 1802   cap. loc. vacat
- 1805   cap. loc. Adalbert Zahorzansky de Worlik, n. 31. 8. 1769 Prag, o. 23. 2. 1794, † 13. 1. 1827
- 1807   cap. loc. vacat
- 1807   cap. loc. Jos. Watzka, † 21. 1. 1820
- 1808   cap. loc. Bernardin Fritsch, n. 20. 5. 1765 Kulm, o. 18. 7. 1791
- 1821   cap. loc. vacat
- 1821   cap. loc. Franc. Tschuschner, n. 5. 2. 1783 Nemelkavicens., o. 30. 8. 1808, † 14. 11. 1823
- 1823   cap. loc. Ignat. Vogel, n. 28. 2. 1784 Rudelsdorfens., o. 31. 8. 1807, † 23. 2. 1835
- 1835   cap. loc. Jos. Koehler, n. 24. 8. 1800 Tschausch, o. 23. 8. 1825, † 21. 1. 1855
- 1843   cap. loc. Joann. Pinnert, n. 16. 4. 1788 Kaaden, o. 21. 8. 1814, † 20. 8. 1850
- 1851   cap. loc. Felix. Lischka, n. 18. 11. 1817 Pladens., o. 15. 3. 1843, † 29. 7. 1860
- 1852   cap. loc. Wenc. Weiss, n. 19. 5. 1811 Postelberg, o. 4. 8. 1834, † 11. 12. 1889
- 1853   cap. loc. Car. Dittrich, n. 25. 7. 1813 Bezdik., o. 3. 8. 1837
- 1857   proto par. (1. farář) Car. Dittrich, n. 25. 7. 1813 Bezdik., o. 3. 8. 1837, † 15. 10. 1893
- 1862   par vacat, admin. int. Jos. Nittel
- 1863   Adalb. Kropsbauer, n. 17. 8. 1821 Alpens. Glöklberg, o. 25. 7. 1846, † 12. 3. 1886
- 1869   Jos. Nittel, n. 23. 1. 1827 Bokwen., o. 25. 7. 1851, † 29. 6. 1877
- 1877   par. vacat, admin. int. Jos. Jireš
- 1877   Joann. Kutschera, n. 26. 12. 1831 Leipa, o. 26. 7. 1858, † 5. 7. 1896
- 1894   Wencesl. Jiskra, n. 22. 8. 1859 Vitín, o. 17. 5. 1885, † 21. 2. 1898
- 1897   Alois Trobl, n. 8. 5. 1863 Truskovic., o. 17. 6. 1886, † 5. 4. 1899
- 1899   Ferdinand Zuna, n. 3. 6. 1866 Szegedin (Hung.), o. 21. 7. 1889
- 1906   Wenc. Havel, n. 3. 1. 1866 Kněžmost, o. 24. 5. 1891, † 17. 8. 1921
- 1910   Joann. Hegr, n. 11. 7. 1874 Kolomuty, o. 21. 3. 1897, † 8. 2. 1945
- 1927   Eduard Kolař, n. 27. 2. 1873 Budweis., o. 17. 7. 1898, † 3. 7. 1945
- 1935   par. vacat, adm. exc. Joann. Wollmann, n. 22. 8. 1905, o. 29. 6. 1929
- 1936   Ferdinand Kraupner, n. 25. 4. 1878 Gewitsch (M), o. 13. 7. 1902, † 8. 12. 1962
- 1939   par. vacat, adm. exc. Rud. Skuthan
- k r. 1941 adm. exc. Jos. Herkner
- 1. 9. 1946 Oldřich Vinduška
- 24. 2. 1951 Bedřich Lehman
- 1. 5. 1953 Imrich Göttinger
- 26. 9.1953 František Krátký
- 19. 1. 1954 Václav Bonfilius Bošek OFM Cap.
- 1. 10. 1992 Rudolf Prey, admin. exc. z Postoloprt
- 1. 9.  2013  Josef Peňáz, admin. exc. z Postoloprt
- 15. 4. 2015   Radim Vondráček, admin. exc. z Postoloprt[3]

Kromě kněží stojících v čele farnosti, působili ve farnosti v průběhu její historie i jiní kněží. Většinou pracovali jako farní vikáři, kaplani, katecheté, výpomocní duchovní aj.

## Území farnosti
Do farnosti náleží území obce:
- Břvany (Weberschan)[p 2]
- Počerady (Potscherad)[p 2]
- Výškov (Wischkova,[2] Wischkowa[4])[p 2]

## Římskokatolické sakrální stavby na území farnosti
| | Fotografie | Stavba                      | Místo    | Bohoslužby                      | Zeměpisné souřadnice             | Status       | Číslo kulturní památky           |
| Kostel | Kostel     | Kostel                      | Kostel   | Kostel                          | Kostel                           | Kostel       | Kostel                           |
| --- | ---------- | --------------------------- | -------- | ------------------------------- | -------------------------------- | ------------ | -------------------------------- |
| 1. |            | Kostel sv. Martina          | Břvany   | bližší informace o bohoslužbách | 50°23′54″ s. š., 13°43′12″ v. d. | farní kostel | 42296/5-1074 (Pk•MIS•Sez•Obr•WD) |
| Kaple |            |                             |          |                                 |                                  |              |                                  |
| 2. |            | Kaple sv. Anny              | Počerady | bližší informace o bohoslužbách | 50°25′10″ s. š., 13°41′17″ v. d. | kaple        | —                                |
| 3. |            | Kaple Obětování Panny Marie | Výškov   | bližší informace o bohoslužbách | 50°23′44″ s. š., 13°40′20″ v. d. | kaple        | —                                |
| Některé drobné sakrální stavby a pamětihodnosti lze dohledat zde v databázi Drobné sakrální památky Zaniklé sakrální stavby lze dohledat zde v databázi Poškozené a zničené kostely, kaple a synagogy v České republice |            |                             |          |                                 |                                  |              |                                  |

Ve farnosti se mohou nacházet i další drobné sakrální stavby, místa římskokatolického kultu a pamětihodnosti, které neobsahuje tato tabulka.

## Příslušnost k farnímu obvodu
Z důvodu efektivity duchovní správy byl vytvořen farní obvod (kolatura) farnosti – děkanství Postoloprty, jehož součástí je i farnost Břvany, která je tak spravována excurrendo.

## Galerie

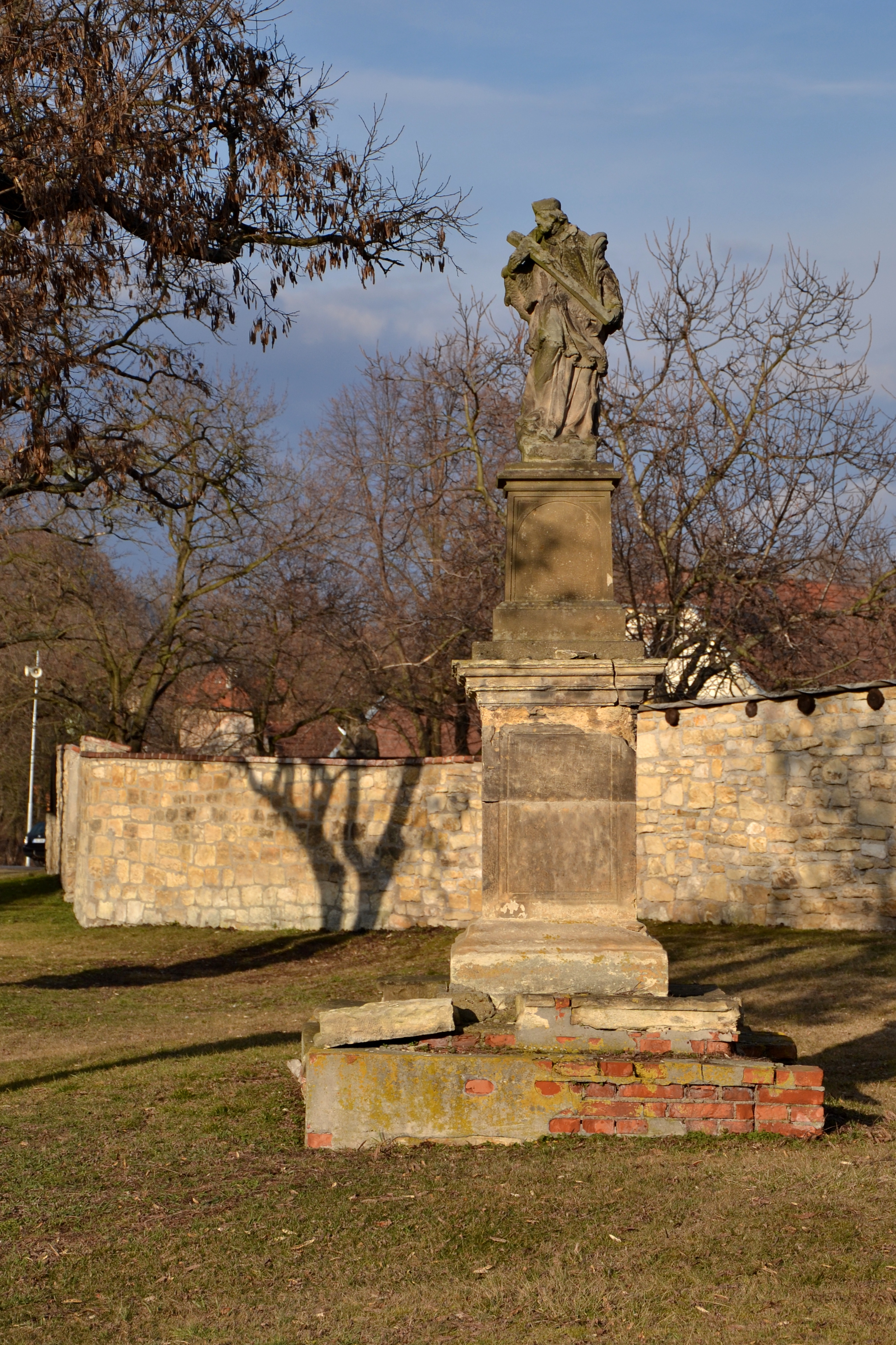
Socha sv. Jana Nepomuckého v Břvanech